# Blake Lindsley
Blake Lindsley (* 19. Dezember 1973 in Los Angeles, Kalifornien als Norma Blake Lindsley Schlei) ist eine US-amerikanische Schauspielerin.

## Leben und Karriere
Blake Lindsley stammt aus Los Angeles. Ihr älterer Bruder Bradfor L. Schlei arbeitet als Produzent von Independentfilmen. Lindsley besuchte die Harvard-Westlake School, die sie 1992 abschloss. Im Anschluss nahm sie ein Studium an der Yale University auf, dass sie mit dem Master im Fach Theater abschloss. Bereits während ihrer Schulzeit stand sie für Theaterstücke auf der Bühne. Seit dem Beginn ihres Studiums kamen zahlreiche Auftritte dazu. Daneben trat sie als Sängerin auf Klassikmusik-Festivals, unter anderem in Aspen und Salzburg auf. 
Ihre erste Rolle vor der Kamera übernahm sie 1994 als Tina im Film Kamikaze College. 1996 übernahm sie eine kleine Rolle in der Filmkomödie Swingers. Im selben Jahr verkörperte sie zudem eine Lehrerin im Thriller Glimmer Man und als Birdie Essig eine Nebenrolle im Drama Dogtown. 1997 folgte eine kleine Rolle im Actionfilm Starship Troopers. 1998 übernahm sie Nebenrollen in I Woke Up Early the Day I Died und im Katastrophenfilm Ground Control. 1999 spielte sie eine Nachrichtensprecherin im Filmdrama Die Akte Romero. 2001 uns 2002 war sie jeweils in kleinen Rollen in den Filmen Mulholland Drive – Straße der Finsternis und in Coastlines zu sehen. Schon seit 1998 trat Lindsley, neben ihren Filmrollen, auch in Episoden von Fernsehserien auf, darunter JAG – Im Auftrag der Ehre, Star Trek: Deep Space Nine, CSI: Vegas, New York Cops – NYPD Blue, Frasier, Crossing Jordan – Pathologin mit Profil, Cold Case – Kein Opfer ist je vergessen, Murder 101, Without a Trace – Spurlos verschwunden, und Criminal Minds. 2006 fungierte sie für einige Episoden der Soap Fashion House als Erzählerin. 2010 spielte sie eine Kellner in Thriller The Killer Inside Me.
2012 stellte Lindsley im Spielfilm The Sessions – Wenn Worte berühren dir Figur Dr. Laura White dar. Danach war sie vor allem in kleineren Filmen zu sehen. Hinzu kommen Auftritte in den Serien Navy CIS und S.W.A.T.

## Persönliches
Blake Lindsley ist seit 2010 mit dem Produzenten Stephen Nemeth verheiratet. Das Paar lebt in den Hollywood Hills. Sie sind Eltern eines Sohnes und einer Tochter. Bereits seit frühen Jahren ist Lindsley eine begeisterte Pferdesportlerin. Sie nahm an zahlreichen Wettkämpfen im Großraum von Los Angeles teil und konnte dafür mehrere Auszeichnungen gewinnen, unter anderem bei den prestigeträchtigen Foxfield Medal Finals.

## Filmografie (Auswahl)
- 1994: Kamikaze College (Getting In)
- 1996: Swingers
- 1996: Glimmer Man (The Glimmer Man)
- 1997: Vom Retter missbraucht (Casualties)
- 1997: Dogtown
- 1997: Starship Troopers
- 1998: JAG – Im Auftrag der Ehre (JAG, Fernsehserie, Episode 3x16)
- 1998: I Woke Up Early the Day I Died
- 1998: Ground Control
- 1998: Star Trek: Deep Space Nine (Fernsehserie, Episode 7x07)
- 1999: Die Akte Romero (The Big Brass Ring)
- 2000: Kandidatin im Kreuzfeuer (An American Daughter, Fernsehfilm)
- 2000: Im Zeichen des Stiers (Time of Her Time)
- 2000, 2006: CSI: Vegas (CSI: Crime Scene Investigation, Fernsehserie, 2 Episoden)
- 2001: Mulholland Drive – Straße der Finsternis (Mulholland Drive)
- 2002: Coastlines
- 2002: Philly (Fernsehserie, Episode 1x20)
- 2002: Briar Patch
- 2002: New York Cops – NYPD Blue (NYPD Blue, Fernsehserie, Episode 10x07)
- 2004: Frasier (Fernsehserie, Episode 11x21)
- 2004: Crossing Jordan – Pathologin mit Profil (Crossing Jordan, Fernsehserie, Episode 4x09)
- 2004: Cold Case – Kein Opfer ist je vergessen (Cold Case, Fernsehserie, Episode 2x09)
- 2005: Meet the Santas (Fernsehfilm)
- 2006: Murder 101 (Fernsehserie, Episode 1x01)
- 2006: Fashion House (Fernsehserie, 17 Episoden, Stimme)
- 2007: Sacrifices of the Heart (Fernsehfilm)
- 2008: Jasper Park – Ausflug in den Tod (Backwoods, Fernsehfilm)
- 2008: Without a Trace – Spurlos verschwunden (Without a Trace, Fernsehserie, Episode 6x11)
- 2008: Criminal Minds (Fernsehserie, Episode 4x02)
- 2009: Svik
- 2010: The Killer Inside Me
- 2010–2011: Leverage (Fernsehserie, 2 Episoden)
- 2012: The Sessions – Wenn Worte berühren (The Sessions)
- 2013: C.O.G. (Stimme)
- 2013: American Seagull
- 2013: Snake & Mongoose
- 2014: Navy CIS (NCIS, Fernsehserie, Episode 11x22)
- 2015: This Is Happening
- 2016: Spaceman
- 2018: S.W.A.T. (Fernsehserie, Episode 1x16)
- 2019: The Wall of Mexico
- 2020: Freak Power: The Battle of Aspen
- 2020: Horse Latitudes